# オットー・レーヴィ
オットー・レーヴィ（Otto Loewi、1873年6月3日 - 1961年12月25日）はオーストリア・ドイツ・アメリカ合衆国の薬理学者。アセチルコリンの医学への応用により、ヘンリー・ハレット・デールとともにノーベル生理学・医学賞を受賞した。

## 伝記
レーヴィはドイツのフランクフルトで生まれ、1896年にストラスブール大学で医学博士号を取得した。彼は臨床には興味を示さなかったが、結核や肺炎など不治の病で多くの人が亡くなっている現実を知ると薬理学の研究に一生を捧げることに決めた。
1898年から長年の間、レーヴィはオーストリアに住んだが、最初に代謝の研究を行った。彼は臓器が化学物質や電気的な刺激に対してどのように応答するか研究した。レーヴィは、それらが相対的にアドレナリンに依存しているという結果を確立した。この結果から、彼は神経インパルスが化学物質によって伝達されることを理解した。レーヴィが同定した最初の神経伝達物質はアセチルコリンだった（後述）。
1898年から1900年までマールブルク大学で助手を務めて教授資格を得た。1904年からウィーン大学の薬理学科の準教授、1909年からグラーツ大学の薬理学科の教授となった。1908年、グイダ・ゴールドシュミットと結婚し、3人の息子と1人の娘に恵まれた。
1938年3月11日、オーストリアがドイツに侵略され、2人の息子とともに投獄されると、レーヴィは自主的に全ての財産をナチスに提供すると申し出た。レーヴィは1940年にアメリカ合衆国に移住し、ニューヨーク大学の医学部の教授に就任した。1946年、彼はアメリカ合衆国に帰化し、1954年に王立協会の外国人会員になった。そして1961年12月25日にニューヨークで死去した。

## 研究

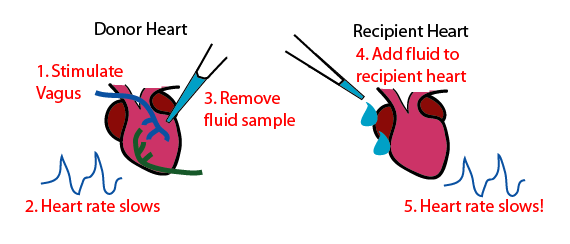
2つの心臓を使った有名な実験の模式図

レーヴィの実験までは、シナプスにおける情報伝達が化学的なものか電気的なものか分かっていなかった。1921年に発表された有名な実験で、レーヴィはこの疑問に決着をつけた。レーヴィによると、実験の主要部分は彼が寝ている時に思いついたという。彼はカエルから生きた心臓を2つ摘出し、1つは迷走神経のついたもの、もう1つはついていないものである。2つの心臓はリンゲル液などの塩溶液に浸された。迷走神経に電気的な刺激を与えると、1つの心臓の動きがゆっくりになった。レーヴィはその心臓を取り出し、次にもう一つの心臓を同じ液に浸した。すると二番目の心臓の動きもゆっくりとなった。この実験により、可溶性の物質が迷走神経から分泌され、それが心臓の鼓動を制御していることが実証された。彼はこの未知の物質をVagusstoffと呼んだが、後にアセチルコリンであることが分かった。
レーヴィの「コカインによるアドレナリンの放出」、「ジギタリスとカルシウムの働きの関連」の研究は深い問題で、その後何十年も他の研究者によって研究された。
彼はまた、実験法の思いつき方が独特であることでも知られている。1923年のイースターの土曜日、彼は神経伝達が電気ではなく化学物質によって行われていることを証明する実験法を夢の中で思いついた。彼は起きるとすぐに枕元の紙に概要だけを書き込み、睡眠に戻った。彼によると、夢の内容を思い出そうと努めたが思い出せなかったこの日は、人生で一番長い日だったそうである。彼は次の日も同じ内容の夢を見た。この時は彼はきちんと起床し、実験室に行ってすぐに実験を行った。そして夜明けになる頃、彼は自身が将来ノーベル賞を受賞することを確信した。14年後、それは現実となった。